# 아파 셰르파

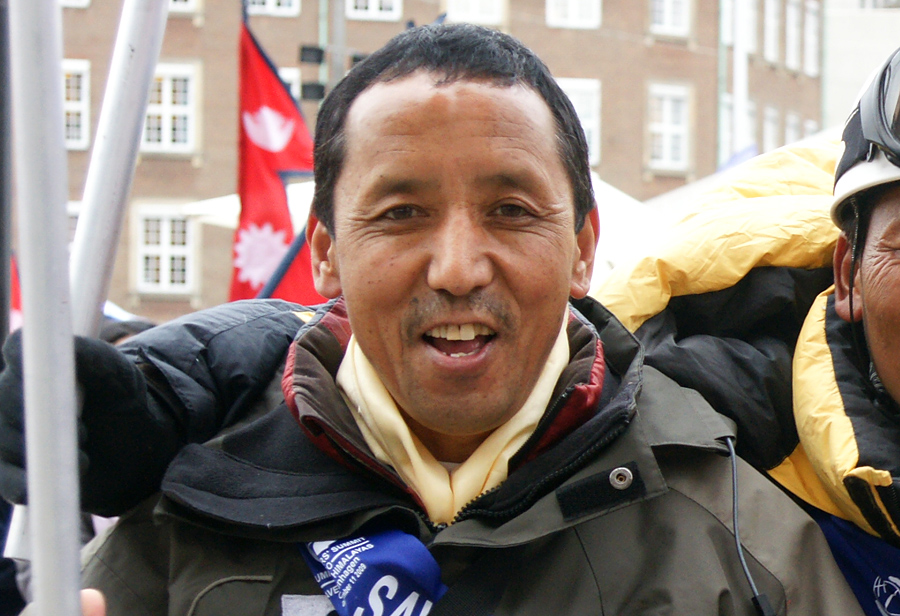
아파 셰르파

아파 셰르파(Apa Sherpa, 본명: 락파 텐징 셰르파(Lhakpa Tenzing Sherpa), 1960년 1월 20일 ~ )는 네팔의 등산가이다.
푸르바 타시와 함께 에베레스트산 최다 등정 기록을 보유하고 있으며, 1990년 에베레스트 정상에 처음 오른 이후 2011년 5월에 있었던 21번째 등정을 마지막으로 은퇴하였다. 아파는 뉴질랜드의 산악인인 에드먼드 힐러리를 여러 차례 만났고, 1990년 아들 피터 힐러리와 함께 원정길에 올랐는데, 이 두 사람의 첫 회동이었다. 아파는 그가 롭 홀의 불운한 1996년 탐험을 거의 1,000번 정도 겪었을 것으로 추정하고 있다.
21번째 등산을 멈추는 것에 대한 질문을 받았을 때, 아파는 다음과 같이 말했다: "모든 사람들은 21이 좋은 숫자라고 말한다. 나는 우리 가족을 행복하게 만들어야 한다. 내가 갈 때마다 그들은 에베레스트가 매우 위험하기 때문에 걱정한다." 2017년에도 푸르바 타시, 카미 리타 셰르파 등과 함께 에베레스트 정상의 세계 기록 공동 보유자였지만, 이 기록은 2018년 카미 리타 셰르파에 의해 깨졌다.